# Omar Al Somah
Omar Al Somah (Deir Zor, 28 de março de 1989), é um futebolista sírio que atua como atacante. Atualmente, joga pelo Al-Orobah.

## Títulos

### Al-Fotuwa
- Campeonato Sírio Sub-18: 2007–08
- Campeonato Sírio – Segunda Divisão: 2009–10

### Al-Qadsia
- Campeonato Kuwaitiano: 2011–12, 2013–14
- Copa do Emir (Kuwait): 2012, 2013
- Kuwait Crown Prince Cup: 2013, 2014
- Kuwait Federation Cup: 2013–14
- Supercopa do Kuwait: 2013, 2014

### Al-Ahli
- Copa da Arábia Saudita: 2014–15
- Campeonato Saudita: 2015–16
- Copa do Rei: 2016
- Supercopa Saudita: 2016

### Al-Arabi
- Copa do Emir do Catar: 2023

### Síria
- WAFF Championship: 2012